# Pointe-Jaune
Pointe-Jaune est un petit village du nord-est de la Gaspésie faisant partie de l'agglomération de Gaspé. On y compte pas loin de 150 habitants, jeunes et moins jeunes. Le village est réputé pour être entouré de lacs et de rivières permettant entre autres la pêche a la truite. On peut y voir des maisons datant des années 1960 jusqu'à aujourd'hui.
On y retrouve entre autres la galerie d'art de Mme Gagnon, artiste-peintre réputée dans la région[réf. souhaitée].